# Loch Restil
Loch Restil är en sjö i Storbritannien.   Den ligger i kommunen Argyll and Bute och riksdelen Skottland, i den nordvästra delen av landet, 600 km nordväst om huvudstaden London. Loch Restil ligger 248 meter över havet. I omgivningarna runt Loch Restil växer i huvudsak blandskog.